# The Tonight Show

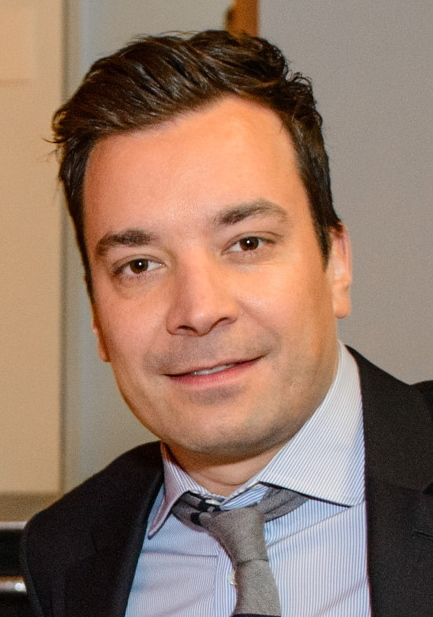
Jimmy Fallon v roce 2013

The Tonight Show je noční televizní pořad vysílaný stanicí NBC. Vznikl v roce 1954 a po následující tři roky byl jeho moderátorem komik Steve Allen. Na jeho pozici v roce 1957 nastoupil Jack Paar, kterého v roce 1962 vystřídal Johnny Carson. Právě on zde působil nejdéle, až do roku 1992. Toho roku jej nahradil Jay Leno, který ze své pozice odešel v roce 2009. Pořad převzal Conan O'Brien, ale již v roce 2010 se Leno vrátil zpět. Jeho druhý odchod následoval v roce 2014, kdy jej nahradil Jimmy Fallon. Původně byl pořad vysílán z New Yorku, v roce 1972 bylo přemístěno do Burbanku v Kalifornii. Odtud se vysílalo až do roku 2009, kdy odešel Leno. Následně se vysílalo z Los Angeles, ale s návratem Lenoa se pořad vrtáil zpět do Burbanku. Po Fallonově příchodu je pořad vysílán opět z New Yorku.